# Degersjön (Nordmalings socken, Ångermanland)
Degersjön är en sjö i Nordmalings kommun i Ångermanland och ingår i Lögdeälven-Husåns kustområde. Sjön har en area på 0,158 kvadratkilometer och ligger 9 meter över havet.

## Delavrinningsområde
Degersjön ingår i det delavrinningsområde (704611-167998) som SMHI kallar för Utloppet av Degersjön. Medelhöjden är 10 meter över havet och ytan är 1,11 kvadratkilometer. Det finns inga avrinningsområden uppströms utan avrinningsområdet är högsta punkten. Avrinningsområdets utflöde mynnar i havet. Avrinningsområdet består mestadels av skog (60 procent). Avrinningsområdet har 0,15 kvadratkilometer vattenytor vilket ger det en sjöprocent på 13,1 procent.